# Santa Maria della Sanità
Koordinaten: 40° 51′ 34,9″ N, 14° 14′ 56,1″ O

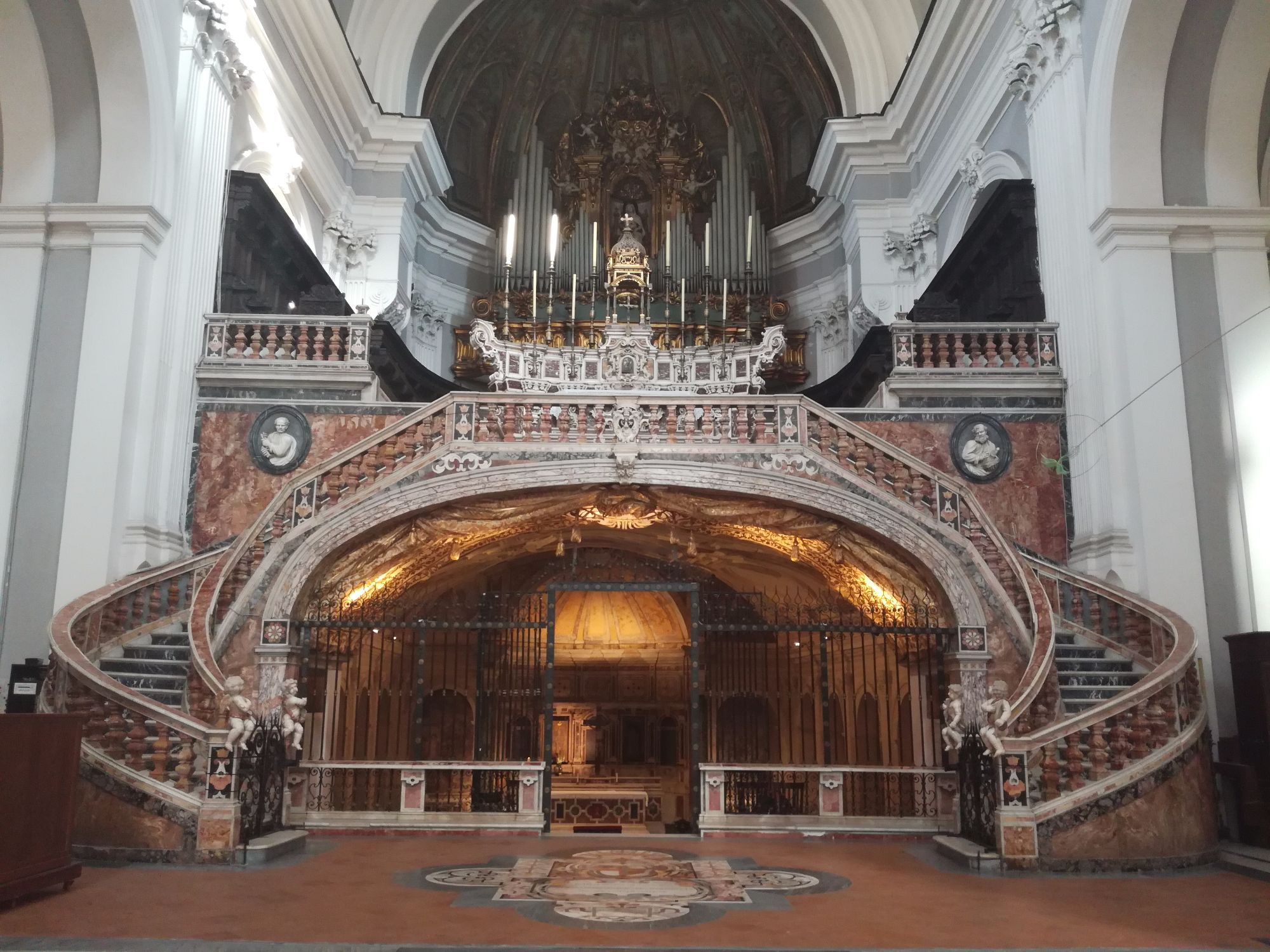
Hochchor mit Orgel und Eingangsbogen zur Krypta (ehemalige frühchristliche Basilika) mit der monumentalen Barocktreppe

Die Basilika Santa Maria della Sanità ist die Hauptkirche des Stadtviertels Sanità in Neapel und befindet sich an der Piazza Sanità 14. Sie ist auch als San Vincenzo alla Sanità und beim neapolitanischen Volk als San Vincenzo „‘O Munacone“ (il monacone = der große Mönch) bekannt, wegen einer berühmten und vom neapolitanischen Volk verehrten Statue des Heiligen Dominikaners Vinzenz Ferrer in ihrem Inneren.
Unter der Kirche befinden sich die Katakomben des San Gaudioso, die als eine der wichtigsten Sehenswürdigkeiten von Neapel gelten.

## Geschichte
Wo heute die Basilika Santa Maria della Sanità steht, befand sich im 4.–5. Jahrhundert ein unterirdischer Friedhof vor den Mauern der Stadt, der später als San Gaudioso-Katakomben (italienisch: Catacombe di San Gaudioso) bekannt wurde, weil hier zwischen 451 und 453 auch der Heilige Gaudiosus bestattet wurde. Schon bald entwickelte sich der Ort zu einer Kultstätte mit einer kleinen Kirche.
Nachdem die Reliquien des San Gennaro im 9. Jahrhundert durch Fürst Sicone I. gestohlen und nach Benevent gebracht worden waren, fürchtete man, dass auch die Überreste anderer Heiliger wie Gaudiosus und Severus, deren Gräber und Heiligtümer sich ebenfalls vor den Mauern Neapels befanden, gestohlen werden könnten. Daher wurden die Reliquien des Gaudiosus und anderer Heiliger in die Stadt transferiert. In der Folge wurde die einstige Kultstätte vernachlässigt und nach und nach aufgegeben.
Es kommt hinzu, dass das ganze Gebiet durch Erdrutsche gefährdet war, wodurch Lawinen aus Schlamm und Schutt von den benachbarten Hügeln herabkamen, die das Viertel Sanità noch bis in die 1960er Jahre heimsuchten und von den Neapolitanern salopp als „Jungfrauenlava“ (Lave dei Vergini) bezeichnet werden. Dadurch wurden die Katakomben mit der dazugehörigen kleinen Kirche (die heutige Krypta der Basilika) verschüttet.
Jahrhunderte später, im 16. Jahrhundert, befand sich an diesem Ort ein Bauernhaus, in dessen Keller man den Eingang zur einstigen Friedhofskirche wiederentdeckte. Unter dem Schlamm wurde außerdem ein frühchristliches Fresko einer Madonna aus dem 5.–6. Jahrhundert gefunden, die man Madonna della Sanità nannte. Es handelt sich um die bis heute älteste Madonnendarstellung in Neapel und Kampanien, die sich heute in einer der rechten Seitenkapellen der Basilika befindet.
Nach der Auffindung der Madonna della Sanità wurden der Ort und die Katakomben den Dominikanern anvertraut, die darüber durch den Architekten Fra Nuvolo, der selber Dominikaner war, eine Kirche errichten ließen. Die feierliche Grundsteinlegung der Basilika fand am 19. September 1602 durch Erzbischof Kardinal Alfonso Gesualdo statt, unter Teilnahme der wichtigsten Mitglieder der lokalen Aristokratie und des Volkes. Die Bauarbeiten zogen sich bis 1610 hin. Die Kuppel wurde 1613 fertiggestellt, der Chor zwischen 1618 und 1620.
Die San Gaudioso-Katakomben selbst wurden im 17. Jahrhundert wieder als Friedhof verwendet, wo vor allem Adlige bestattet wurden.

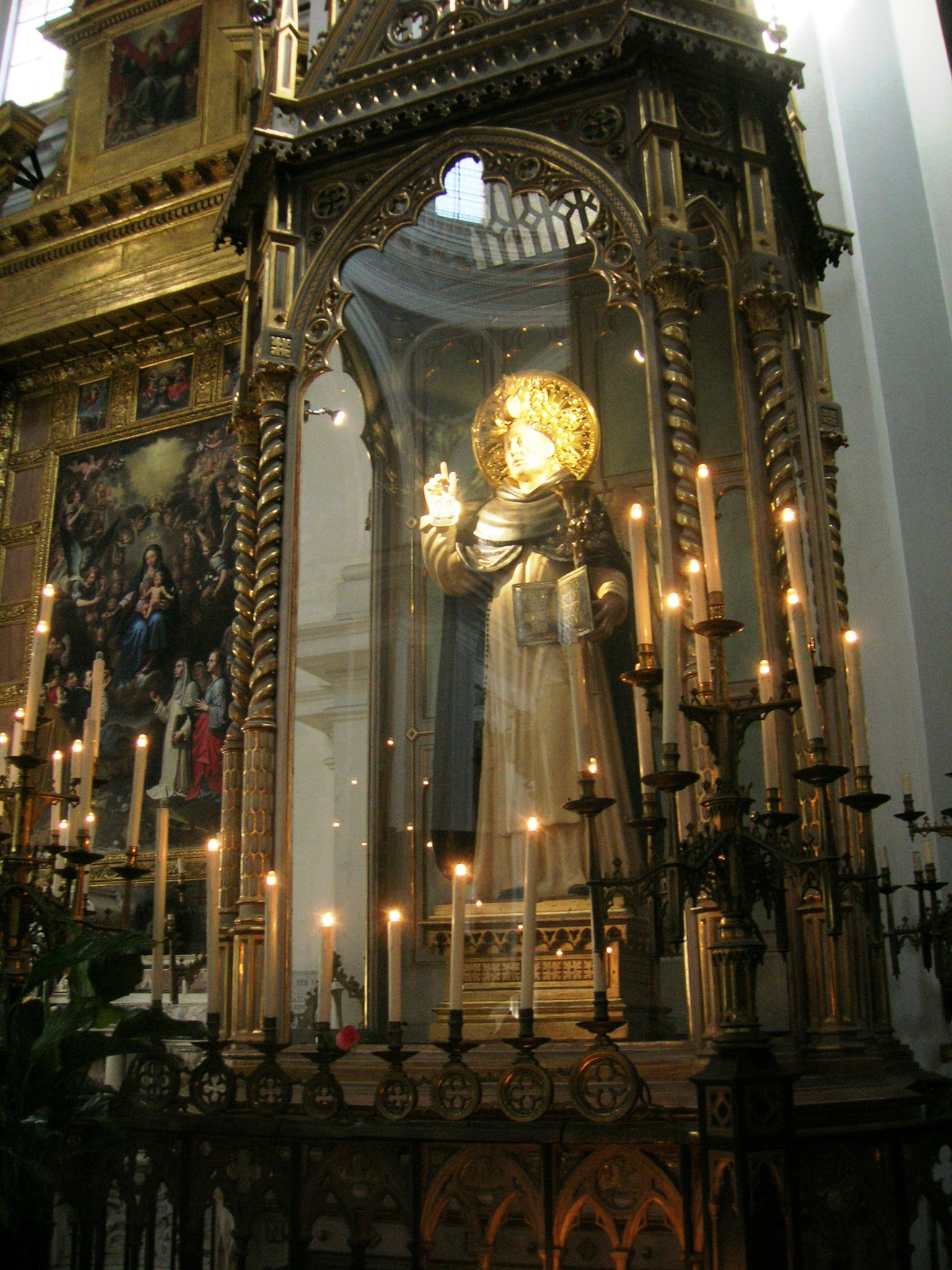
Statue des Heiligen Vinzenz Ferrer, genannt „‘O Munacone“, dahinter die Rosenkranzmadonna von Giovanni Bernardo Azzolino

Der zur Kirche gehörige Klosterkomplex der Dominikaner wurde von Cosimo Fanzago ausgebaut. Zu Beginn des 19. Jahrhunderts unter Joachim Murat wurden die Mönche (wie viele andere auch) vertrieben, und das Klostergebäude wurde wegen des Baus der großen Brücke (der Ponte della Sanità), die den Zugang zum Königspalast von Capodimonte erleichtern sollte, fast komplett abgerissen.
Während einer Cholera-Epidemie von 1836 wurde die Statue des heiligen Vincenzo Ferrer aus der Kirche in einer Prozession durch die Stadt getragen, und man schrieb es dem wundersamen Wirken des Heiligen zu, dass sich die Seuche danach verflüchtigte. Seitdem wird im Andenken daran jeden ersten Dienstag im Juli wieder eine Prozession gefeiert und die Kirche heiß im neapolitanischen Volksmund auch San Vincenzo „‘O Munacone“.
1991 wurde in der Krypta unter einer Malerei aus dem 19. Jahrhundert ein Fresko einer „byzantinischen“ Madonna mit Kind zwischen zwei Heiligen aus dem 9. Jahrhundert aufgefunden, das während einer gründlichen Restaurierungskampagne der Katakomben im Jahr 2011 restauriert wurde.
In einer weiteren Restaurierung, die im Frühjahr 2017 begann, wurde auch die Schönheit der stark verfallenen barocken Krypta (oder „heilige Grotte“) wiederhergestellt, die zu den Katakomben führt.
Die Kirche gilt heute als wichtiger Mittelpunkt des Viertels Sanità und als ein Katalysator für positive Veränderungen, zu denen neben den genannten Restaurierungen auch soziale Projekte für Jugendliche des Viertels gehören, u. a. entstand 2006 die soziale Kooperative „La Paranza“, die auch die archäologische Stätte der Katakomben betreut.

## Beschreibung

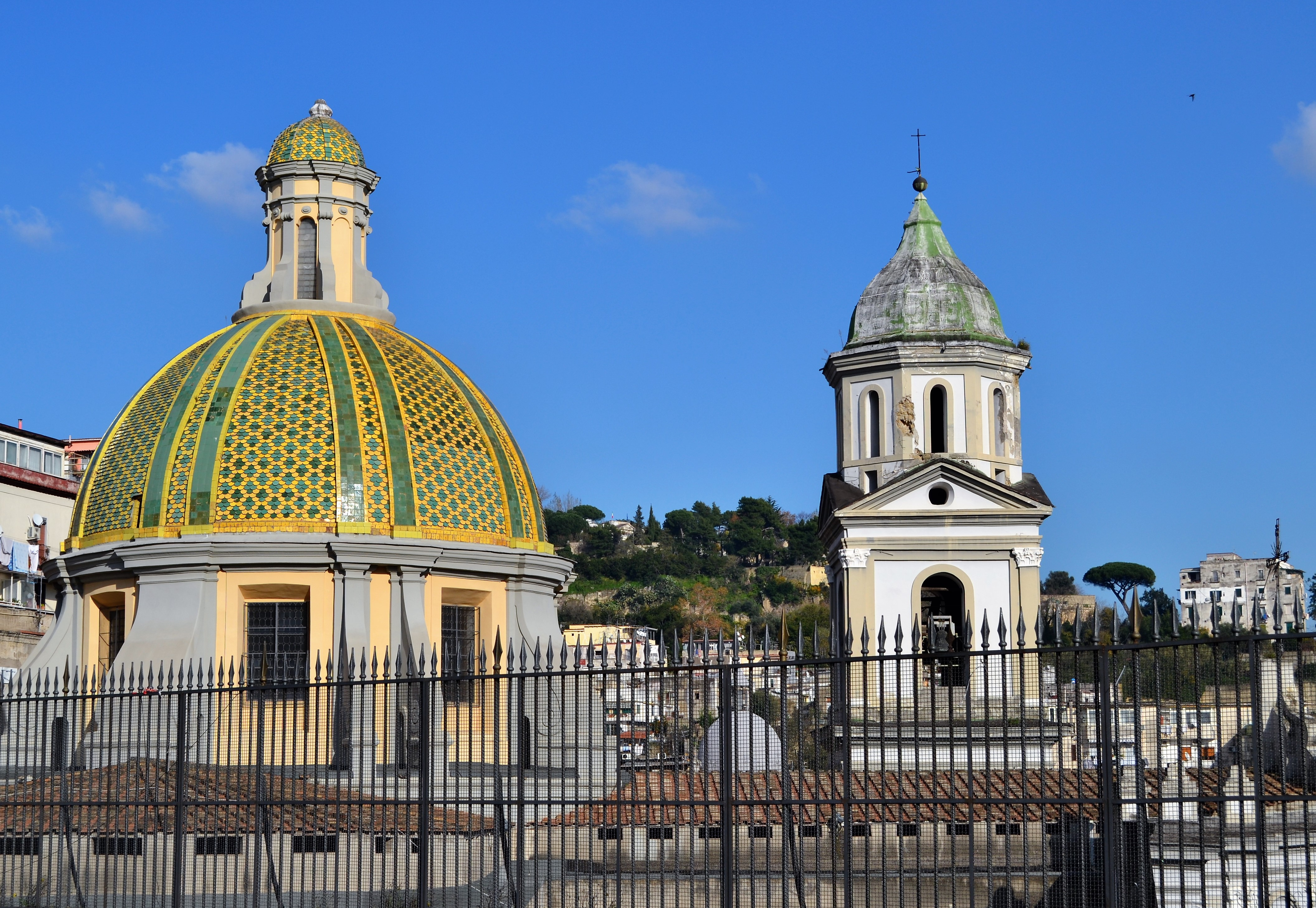
Kuppel und Campanile der Kirche, gesehen von der Ponte della Sanità

### Das Äußere
Die Stuckdekorationen der Fassade stammen aus dem 18. Jahrhundert. Die weithin sichtbare und von der Ponte della Sanità aus sichtbare Kuppel ist mit gelben und grünen Maiolica-Fliesen dekoriert. Auch die Uhr am 1612 bis 1614 erbauten Campanile hat eine Maiolica-Dekoration.

### Plan
| 1. Kanzel von Dionisio Lazzari; 2. monumentale Treppe zur Apsis; 3. Krypta (vorchristliche Basilica) und Eingang zu den Katakomben von San Gaudioso; 4. San Biagio und die Hl. Antoninus und Raimondo da Penafort von Agostino Beltrano; 5. Mystische Hochzeit der Hl. Rosa von Lima von Luca Giordano; 6. Verkündigung von Giovanni Bernardo Azzolino; an den Seiten: Hl. Margarete von Città di Castello und Hl. Margarete von Ungarn von Gaspare Traversi; 7. Circumcision von Giovan Vincenzo da Forlì; rechts: Der Hl. Domenikus verteilt den Rosenkranz von Giovanni Balducci und Madonna mit Kind (Anonymus); links die Hl. Lucia von Girolamo De Magistro; 8. Märtyrer von Nagasaki (Anonymus); links: Erzengel Michael (Anonymus); 9. Der Hl. Thomas von Aquin erhält den Keuschheitsgürtel von Pacecco De Rosa; 10. Ekstase der Magdalena von Luca Giordano; an den Seiten: Santa Marta und San Lazzaro von Francesco Solimena; 11. Hölzernes Kruzifix; 12. Presbyterium; 13. Madonna del Buon Consiglio (Anonymus, 18. Jhd.); 14. Glorie der Hln. Pius V. und Albertus Magnus u. a. von Luca Giordano; 15. Die Hl. Katharina von Siena empfängt die Stigmata von Andrea Vaccaro; 16. Mystische Hochzeit der Hl. Katharina von Alexandrien von Andrea Vaccaro; 17. Rosenkranz-Polyptichon von Giovanni Bernardo Azzolino; 18. Predigt des Hl. Vinzenz Ferrer von Luca Giordano; an den Seiten: 2 Ovale mit Wundern des Hl. Vincenzo von Vincenzo Siola; außen unter der rechten Säule Fresko der Madonna della Sanità (5.–6. Jahrhundert); 19. Martyrium des hl. Pietro da Verona von Giovanni Balducci; 20. Die Hl. Nikolaus, Ceslao und Luigi Bertrando von Luca Giordano; links: San Lazzaro (Anonymus) und eine Madonna addolorata von Francesco Solimena; 21. Antisakristei; 22. Sakristei; 23. Elliptischer Kreuzgang. | Plan |

## Inneres

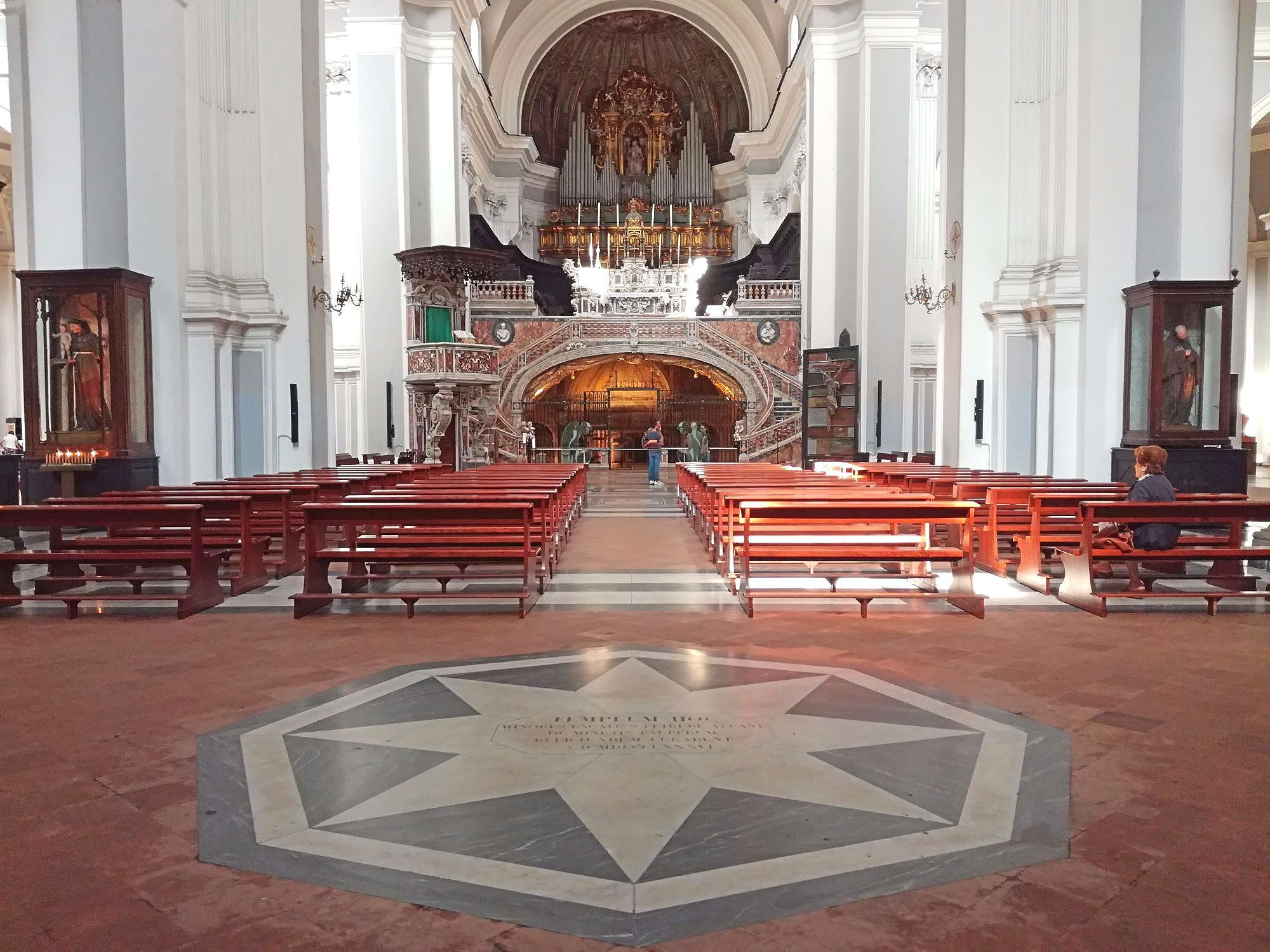
Hauptschiff mit Hochaltar

Die Kirche gilt als eins der gewagtesten Projekte von Fra Nuvolo. Sie hat einen ausgesprochen ungewöhnlichen Grundriss, der in etwa rautenförmig ist, mit einem griechischen Kreuz in der Mitte, das durch Haupt- und Querschiff gebildet wird. Drum herum gruppieren sich jeweils zwei kleinere Seitenschiffe zu beiden Seiten, also insgesamt fünf Schiffe. Die Wände ruhen auf 24 Pfeilern, und rund um die große zentrale Kuppel, über den Seitenschiffen, befinden sich 12 kleine Kuppeln.
Eine weitere Besonderheit ist der Hochchor für die Mönche über der ehemaligen frühchristlichen Basilika, die als eine Art offene Krypta (oder Succorpo) fungiert, durch die man zu den San Gaudioso-Katakomben gelangt. Der Hochchor selber ist vom Kirchenschiff so gut wie nicht einsehbar und wird über zwei geschwungene Treppenläufe rechts und links vom breiten Eingangsbogen zur Krypta erreicht.
Abgesehen von seiner ungewöhnlichen Form ist der Kirchenraum insgesamt sehr schlicht, die typischen farbigen Marmordekorationen des neapolitanischen Barock findet man nur punktuell an den Altären und in der Dekoration des Chorraums mit der großen doppelläufigen Treppe. Auch die von Dionisio Lazzari 1677–78 geschaffene Kanzel am linken Pfeiler vor der Treppe ist aus polychromem Marmor. Die marmornen Weihwasserbecken aus dem 17. Jahrhundert gleich am Eingang tragen die Abzeichen des Dominikanerordens.

### Kapellen und Querschiff der rechten Seite

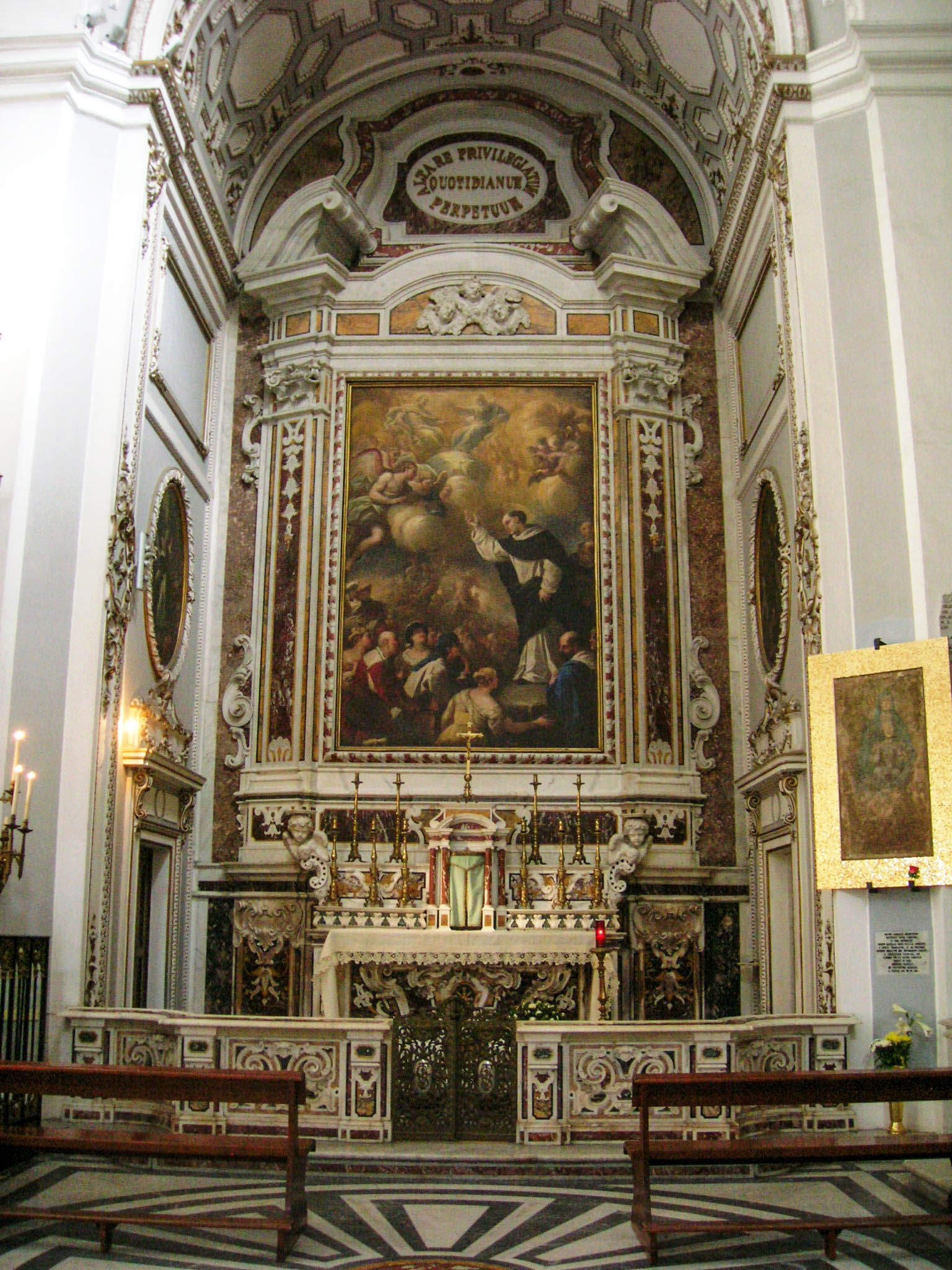
Kapelle des Hl. Vinzenz Ferrer mit Altarbild von Luca Giordano

Auf den Altären der beiden Querschiffe und der Seitenkapellen befinden sich viele interessante und wertvolle Werke von Malern des 17. Jahrhunderts, darunter vor allem mehrere Bilder von Luca Giordano sowie von Andrea Vaccaro, Giovan Bernardo Azzolino, Pacecco De Rosa, Agostino Beltrano, Giovanni Balducci, Francesco Solimena u. a. Es gibt außerdem Werke moderner Künstler wie Gianni Pisani, Annamaria Bova und Riccardo Dalisi.
In der ersten Kapelle rechts ist ein Altarbild von Luca Giordano, das den Hl. Nikolaus mit dem seligen Ceslao von Krakau und dem Hl. Luigi Bertrando zeigt. An der rechten Wand befindet sich das Fresko der Madonna della Sanità aus dem 4. bis 5. Jahrhundert, dessen Auffindung im 16. Jahrhundert zum Bau der Kirche führte.
Die zweite Kapelle ist dem Heiligen Petrus Martyr geweiht. Das Altarbild zeigt das Martyrium des Heiligen (um 1610) von der Hand des florentinischen Malers Giovanni Balducci. Es ist eins der frühesten Bilder, die für die Kirche geschaffen wurden.
Die dritte Kapelle des Hl. Vinzenz Ferrer hat ein Altarbild von Luca Giordano.
Es folgt die große Kapelle des rechten Querhauses mit einer Rosenkranzmadonna von Giovan Bernardino Azzolino von 1612 auf dem monumentalen vergoldeten Altar.
Die Altargemälde in der fünften und sechsten Kapelle rechts wurden 1659 von Andrea Vaccaro geschaffen und stellen die Mystische Hochzeit der Hl. Katharina dar, sowie die Hl. Katharina von Siena empfängt die Stigmata.
In der siebenten Kapelle rechts sieht man Luca Giordanos Glorie des Hl. San Pius V. mit Albertus Magnus und anderen Heiligen, das 1671–72 anlässlich der 100-Jahr-Feiern des Sieges von Lepanto entstand und zur Einrichtung des Rosenkranzfestes (festa della Beata Vergine del Rosario).

### Kapellen und Querhaus der linken Seite
Auch das Altarblatt in der ersten Kapelle links vom Eingang ist von Luca Giordano und zeigt die Ekstase der Magdalena (1671–72).
Die folgende Kapelle ist dem Heiligen Thomas von Aquin geweiht und hat ein Altarbild von Pacecco De Rosa von 1652. In der Kapelle befindet sich außerdem ein Bischofssitz (cattedra episcopale), dessen Entstehung auf die Zeit vom 6. bis 9. Jahrhundert geschätzt wird.
In der Antisagrestia werden Votivgaben von Gläubigen an den Heiligen Vincenzo „il Monacone“ aufbewahrt. Der Raum selbst wurde 1625 von Giovan Battista Di Pino freskiert und führt zum elliptischen Kreuzgang, der heute neben der Brücke Ponte della Sanità liegt. In der Sakristei befindet sich ein Altar aus farbigem Marmor von 1728.
Die Gemälde des linken Querschiffs (Cappellone della Circoncisione) stammen aus dem frühen 17. Jahrhundert. Das große Altarbild mit der Circumcision malte Giovan Vincenzo D’Onofrio 1612. Auf dem linken Altar sieht man eine Santa Lucia von Girolamo De Magistro, das rechte Bild ist ein Werk von Giovanni Balducci von 1623, und zeigt den Heiligen Dominikus während er den Rosenkranz verteilt.
Die dritte Kapelle links ist der Verkündigung geweiht und hat eine entsprechende Darstellung von Bernardo Azzolino von 1629.
Die Madonna mit den Heiligen Hyazinth, Rosa von Lima und Agnes in der vierten Kapelle links ist wiederum ein Werk von Luca Giordano von 1671.
Das Altarbild der fünften Kapelle schließlich schuf Agostino Beltrano um 1654, es zeigt San Biagio zwischen den Heiligen Antonius und Raimondo.

### Apsis und Hochchor

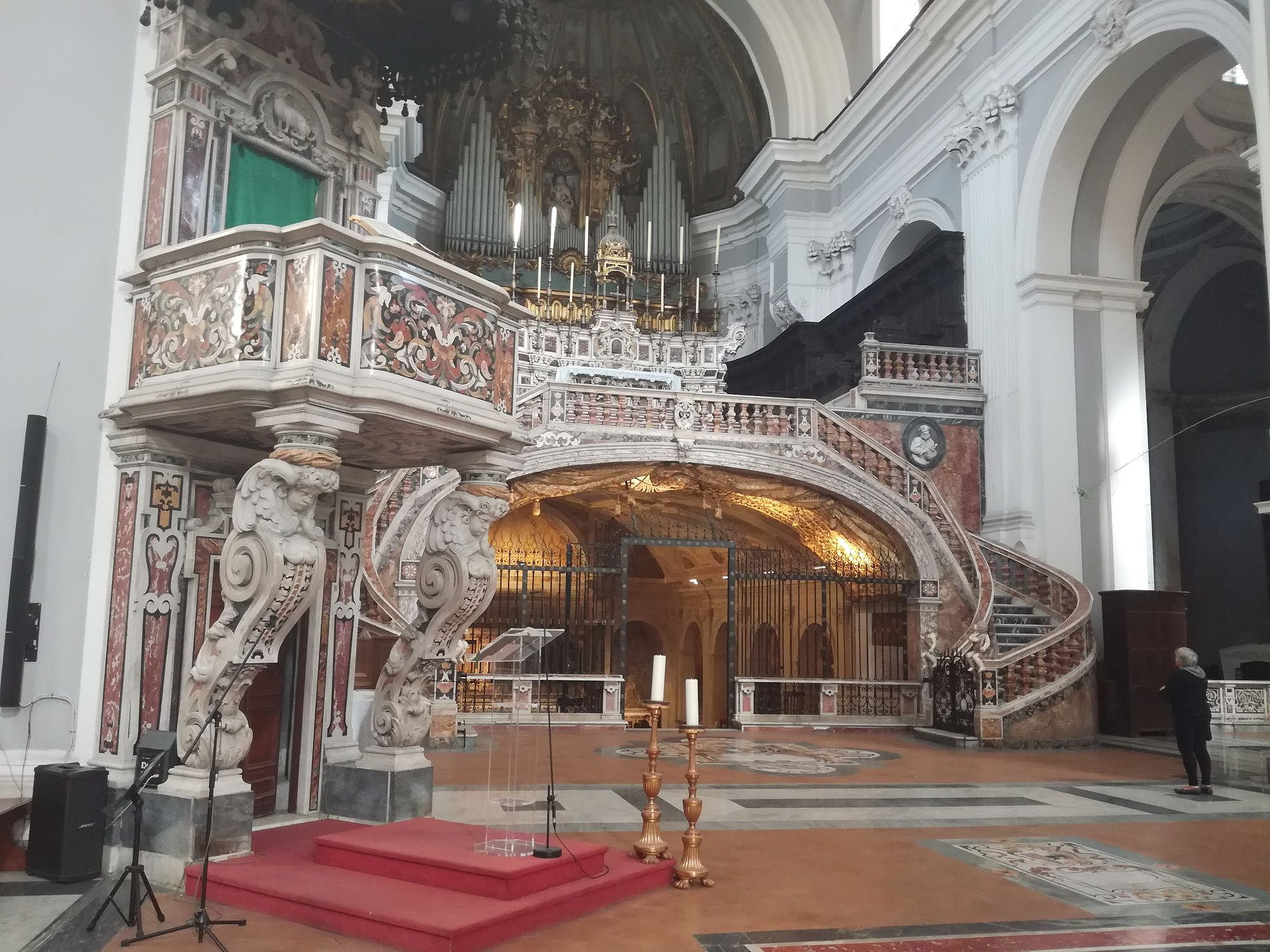
Portal der Krypta mit dem Hochchor und der barocken Treppe, links die marmorne Kanzel von Dionisio Lazzari

In der Apsis bilden der von der großen Orgel bekrönte Hochchor der Mönche und die beiden geschwungenen Läufe der marmorverzierten Treppe rechts und links vom breiten Eingangsbogen zu Krypta und Katakomben ein beeindruckendes und sehr spezielles Ensemble. Die Marmordekoration des Hochaltars stammt aus dem 18. Jahrhundert. Das Ziborium auf dem Altar wurde von dem Dominikaner Bruder Azaria 1628 geschaffen. Das Chorgestühl schnitzten Michelangelo Cecere und Leonardo Bozzaotra zwischen 1618 und 1620. Die Skulptur der Madonna della Sanità in der Nische über der Orgel ist ein Werk von Michelangelo Naccherino vom Beginn des 17. Jahrhunderts. In der Apsiskalotte schuf Crescenzo Gamba im 18. Jahrhundert einen Ewigen Vater in der Glorie.

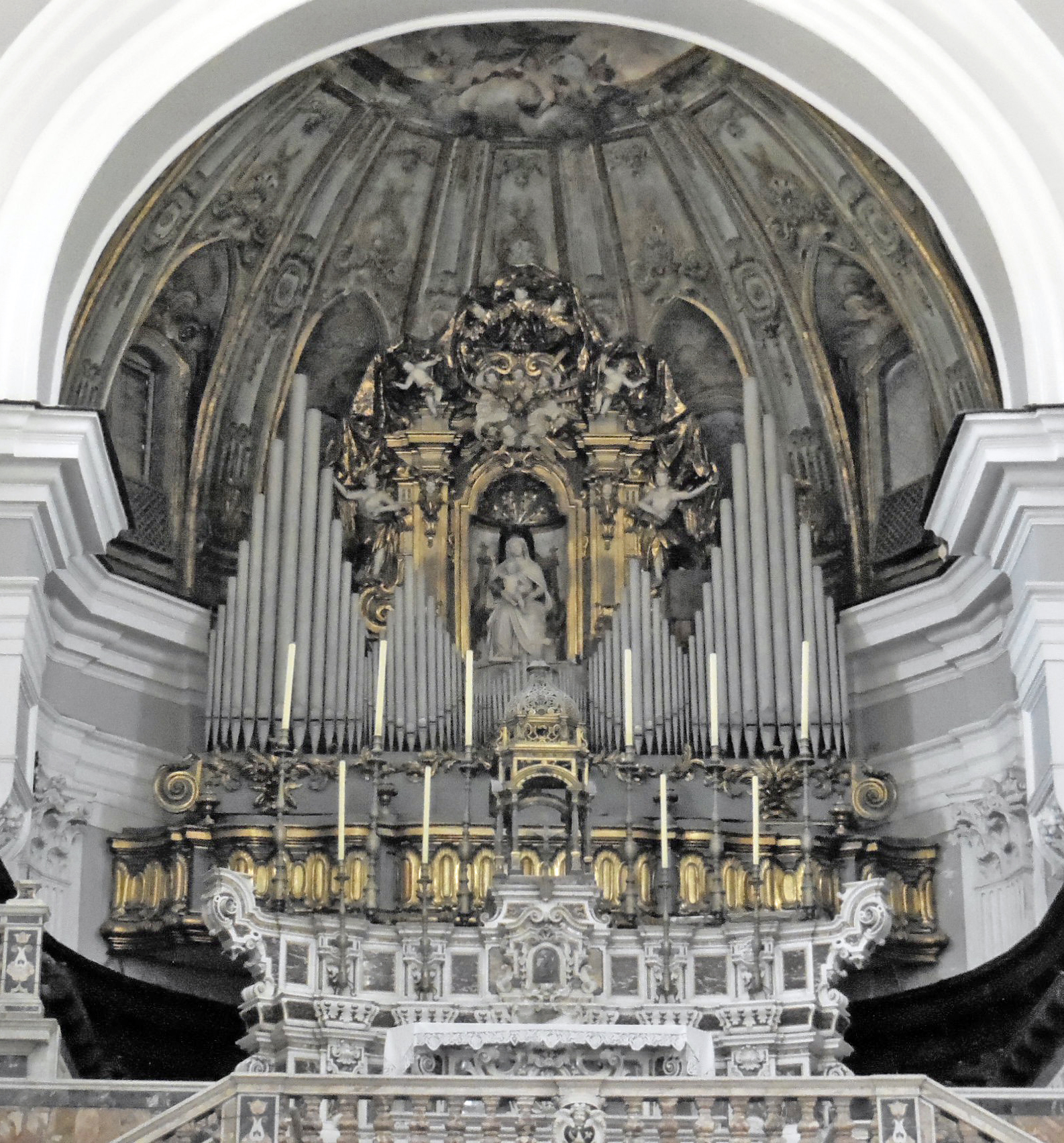
Orgel und Apsis mit der Madonna della Sanità von Naccherino

### Krypta (Succorpo)

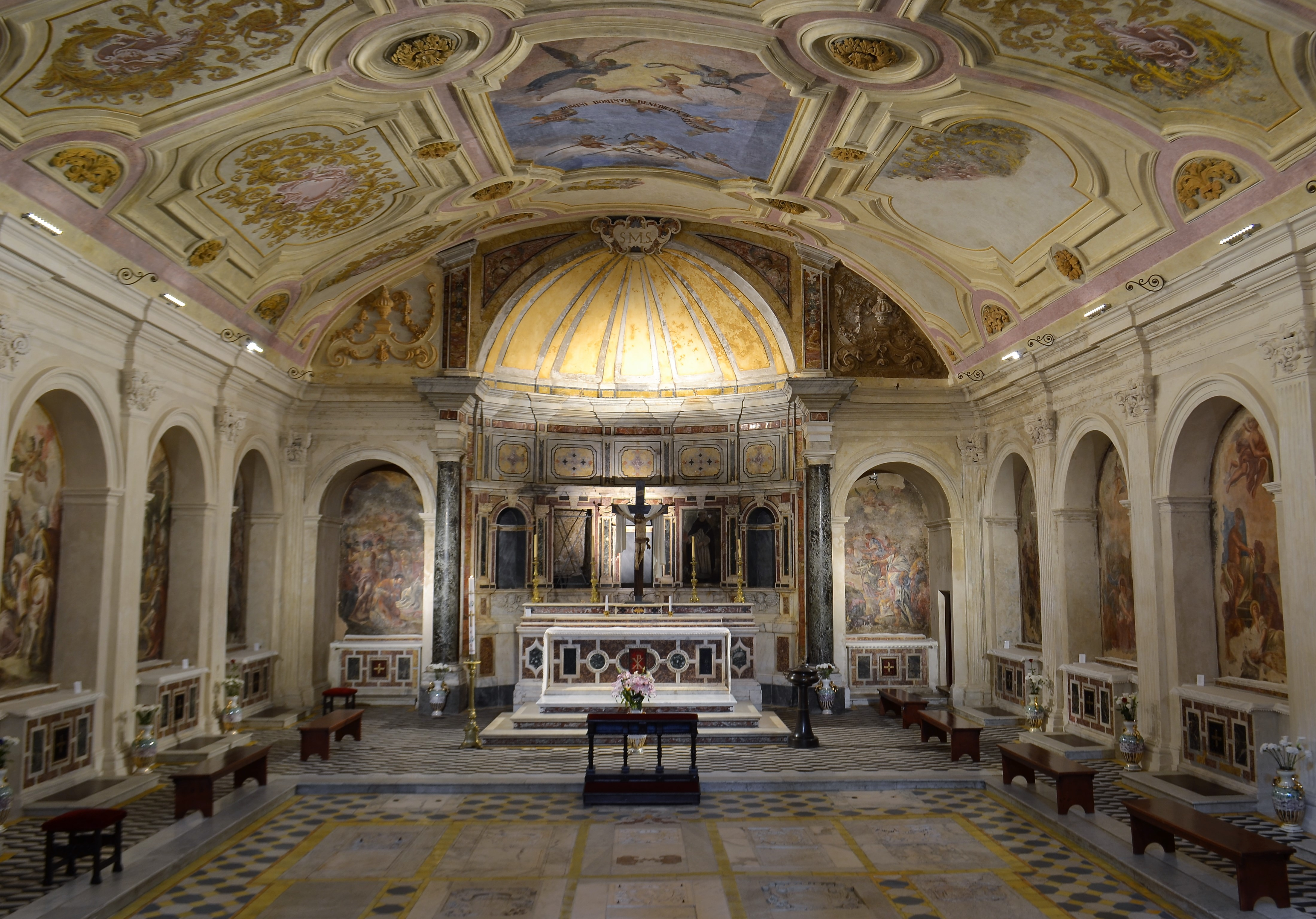
Die Krypta (ehemalige frühchristliche Basilika)

Unter dem Hochchor steigt man über eine breite Treppe in die Krypta (oder „heilige Grotte“) hinab, die sich an der Stelle der einstigen frühchristlichen Friedhofskirche befindet, und nach Restaurierungen ab 2017 im alten barocken Glanz erstrahlt. Seine aktuelle Form erhielt der Raum nach dem Bau der Basilika im 17. und 18. Jahrhundert. Die Stuckdekorationen schufen Arcangelo Guglielmelli und Cristoforo Sax im Jahr 1708. Der Fußboden war ursprünglich nur aus Tuff, der jetzige Maiolica-Boden stammt aus dem 18. Jahrhundert. Die Nischen über den zehn Seitenaltären wurden von Bernardino Fera – einem Schüler von Solimena – mit Märtyrerszenen freskiert. An Wänden und Fußboden sieht man Inschriften und Gräber aus einem Zeitraum vom 5. bis zum 19. Jahrhundert. Links vom Eingang befindet sich das 1991 wiederentdeckte Fresko der Madonna mit Kind zwischen zwei Bischöfen aus dem 9. Jahrhundert.
An der Rückwand befand sich ursprünglich das Fresko der Madonna della Sanità, das später abgenommen und zur ersten Seitenkapelle rechts überführt wurde (wo es sich aktuell noch befindet). Der Hauptaltar ist Papst Anterus geweiht, dessen Pontifikat nicht einmal zwei Monate dauerte, vom 21. November 235 bis zum 3. Januar 236.

## Katakomben des San Gaudioso

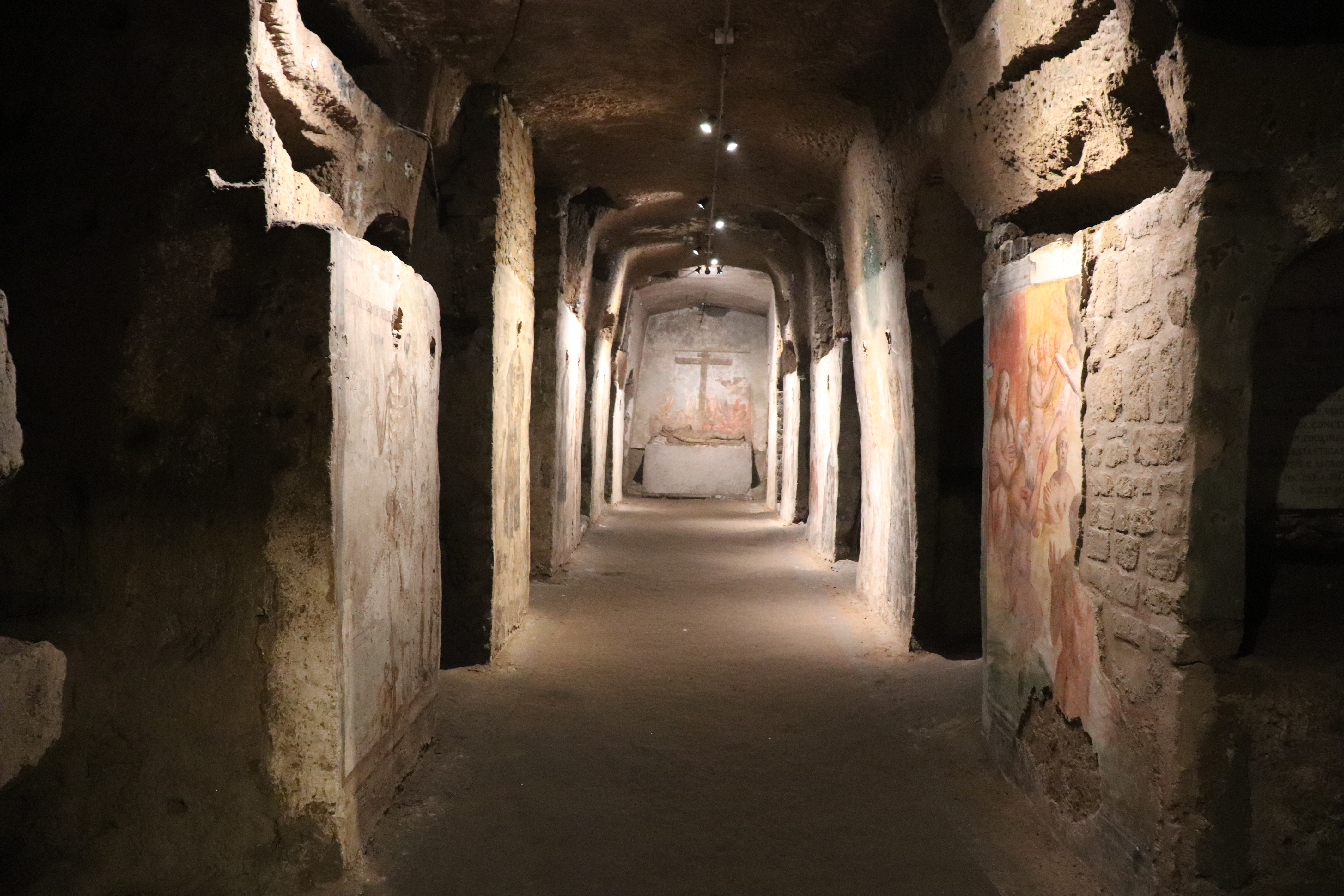
Katakomben des San Gaudioso

Der Eingang zu den Katakomben erfolgt durch die Krypta von Santa Maria della Sanità. Die San Gaudioso-Katakombe ist die zweitgrößte von Neapel (nach der Katakombe des San Gennaro). Sie enthält sowohl frühchristliche Elemente, wie das Grab des Heiligen Gaudiosus und Fresken und Mosaiken aus dem 5. und 6. Jahrhundert, aber auch spezielle Gräber von Adligen aus dem 17. Jahrhundert.
Der Raum besteht aus einem zentralen Ambulacrum von 30 m Länge und 2 bis 3 m Breite, von dem 13 kleine Nebenräume abgehen, sogenannte Cubiculi. Hinzu kommt eine Zisterne von 25 m Länge und 8–10 m Breite.
Die erhaltenen spätantiken Mosaiken und Fresken zeigen typische Symbole und Szenen des frühen Christentums, wie Bildnisse von Heiligen und Verstorbenen, den Weinstock, das Kreuz, Vögel, die Taube, den Fisch, den Kelch und das Lamm.

Bemerkenswert ist das sogenannte Fresko des Pascentius aus dem 5.–6. Jahrhundert, in dessen Zentrum man den Apostel Petrus sieht, wie er den Verstorbenen Pascentius einer dritten Person vorstellt, die entweder Christus selber oder (noch wahrscheinlicher) den heiligen Paulus darstellt. Zwei Kandelaber mit brennenden Lichtern erinnern an afrikanische Darstellungen.

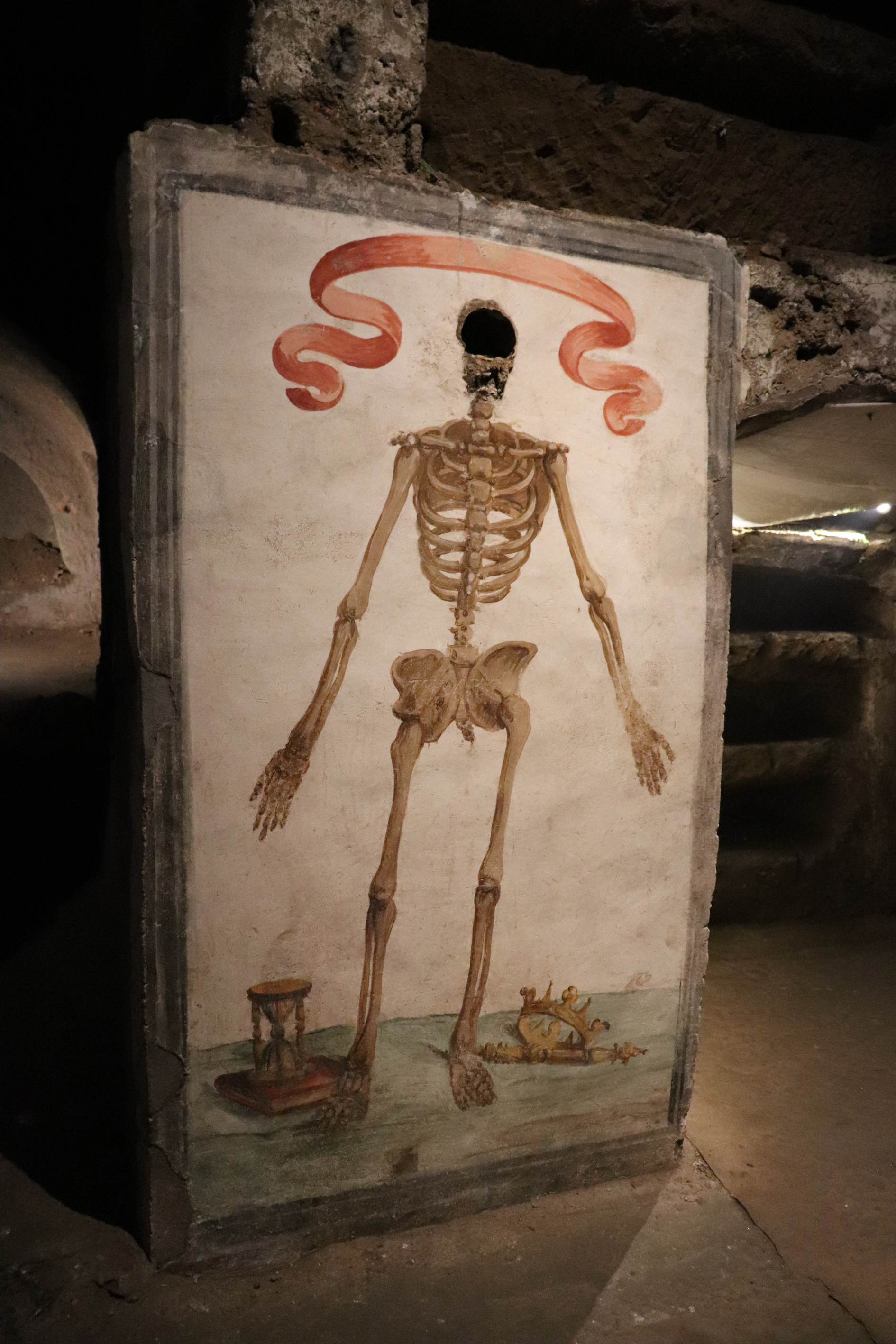
Typisches Fresko aus dem 17. Jahrhundert

Im 17. Jahrhundert wurden in der Katakombe Adlige und Geistliche nach einer speziellen Prozedur bestattet: Dabei wurden die Schädel sichtbar in die Wände des Ambulacrums eingelassen, darunter wurde der Körper (oder das Skelett) als Fresko gemalt, häufig mit Gewändern oder Abzeichen des Berufs oder der sozialen Position des jeweiligen Verblichenen. Diese Fresken malte Giovanni Balducci, der dafür zwar keine Bezahlung wollte, sich aber wünschte, wie die Aristokraten in der Katakombe begraben zu werden.
Die Leichname selbst wurden in Nischen zum Trocknen aufgehängt. Diesen Prozess nannte man scolatura, und die entsprechenden Nischen scolatoi, seditoi, oder im neapolitanischen Dialekt cantarelle – vom griechischen kántharos, wegen der Vase, die man unter dem Verstorbenen aufstellte und die die heruntertropfende Flüssigkeit auffangen sollte. Erst nach diesem Trocknungsprozess wurden die Verstorbenen in ihrem definitiven Grab bestattet. Die Menschen, die diese Prozedur verrichteten, nannte man schiattamuorto; sie arbeiteten unter sehr problematischen hygienischen Bedingungen. Die Eingänge zur Katakombe in der Krypta waren normalerweise verschlossen und wurden nur anlässlich von Begräbnissen geöffnet. Von dem Ritual der scolatura leitet sich ein bekannter neapolitanischer Ausdruck ab: "Puozze sculà!" (= italienisch: "Che tu possa scolare"; wörtlich in etwa: „Da kannste vertrocknen“).
Der berühmte Schauspieler und Komiker Totò, der unter ärmlichen Verhältnissen im umliegenden Viertel Sanità geboren und aufgewachsen ist, schrieb 1964 ein Gedicht im neapolitanischen Dialekt namens ‘A Livella, das von einem Fresko in den San-Gaudioso-Katakomben inspiriert sein soll.

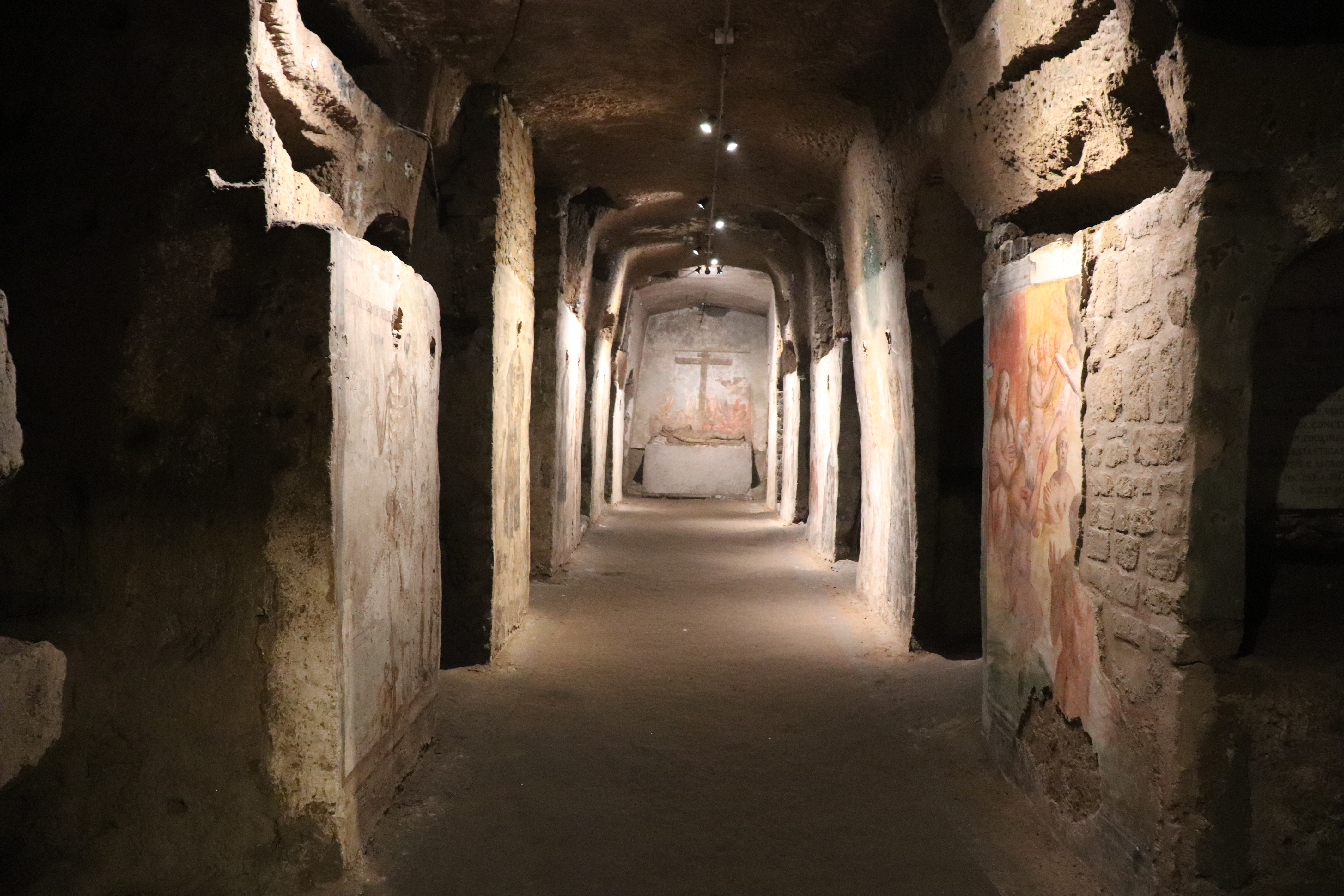
Catacombe di San Gaudioso (Napoli) 03
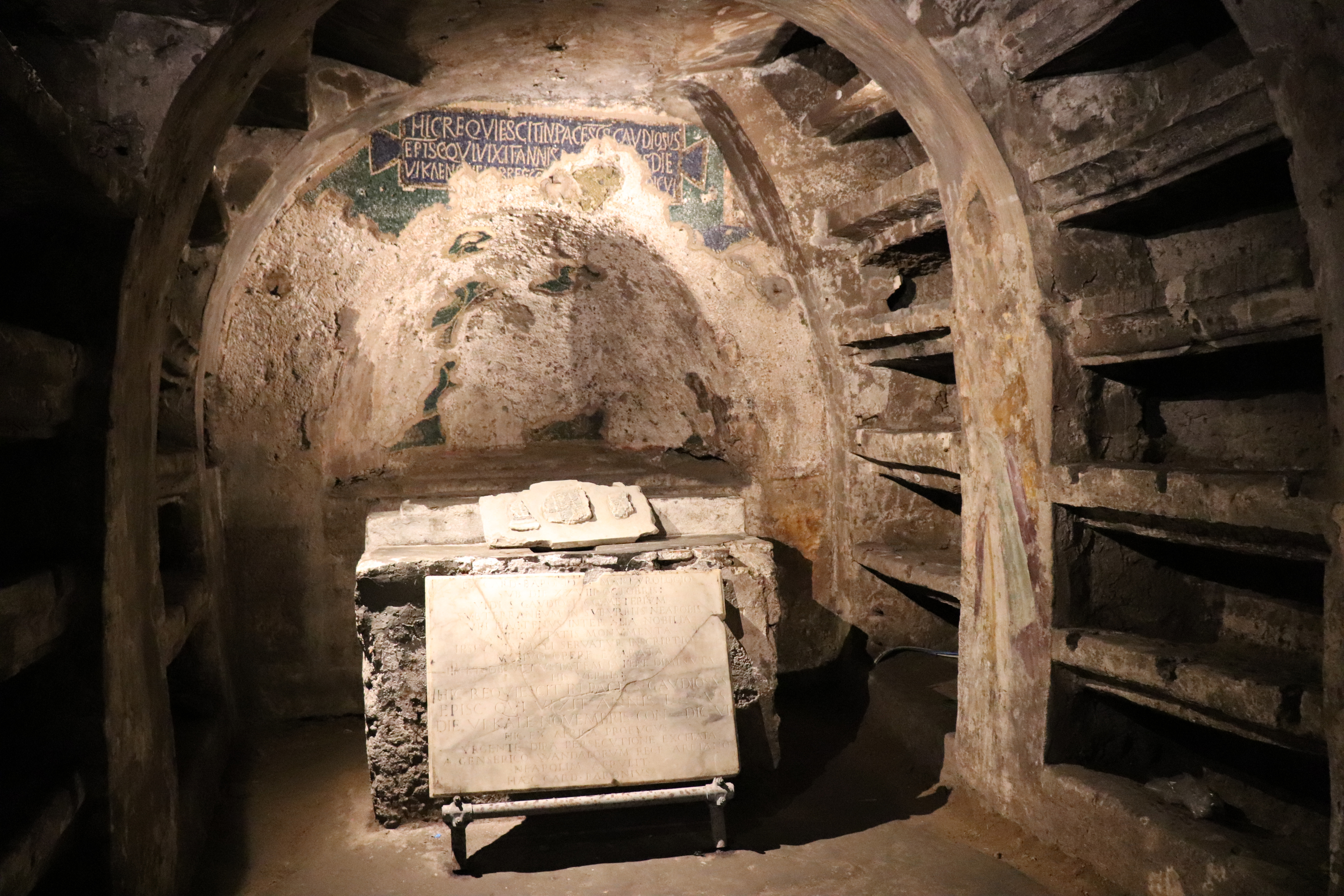
Ehemaliges Grab des Hl. Gaudiosus
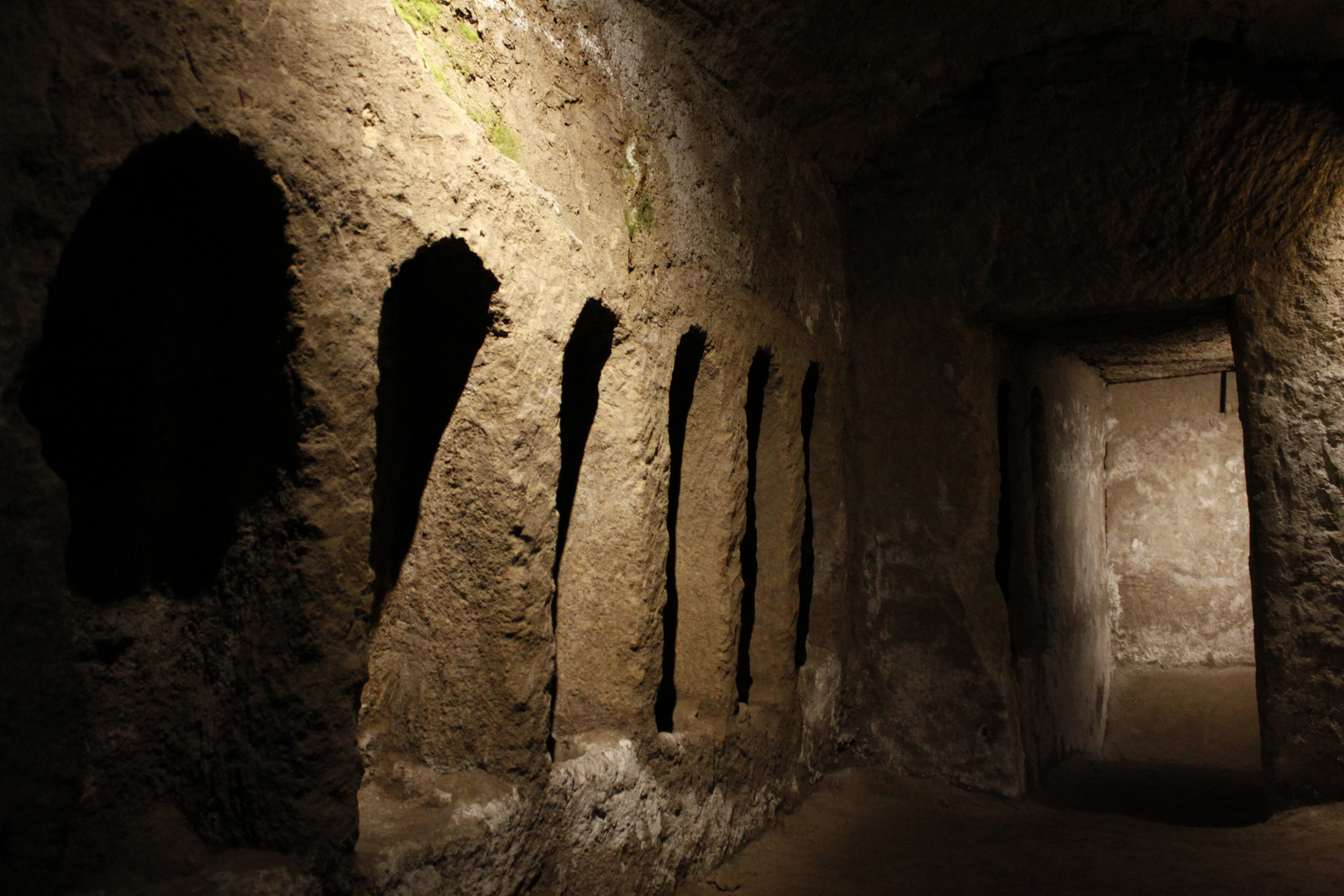
Scolatoi oder Cantarelle
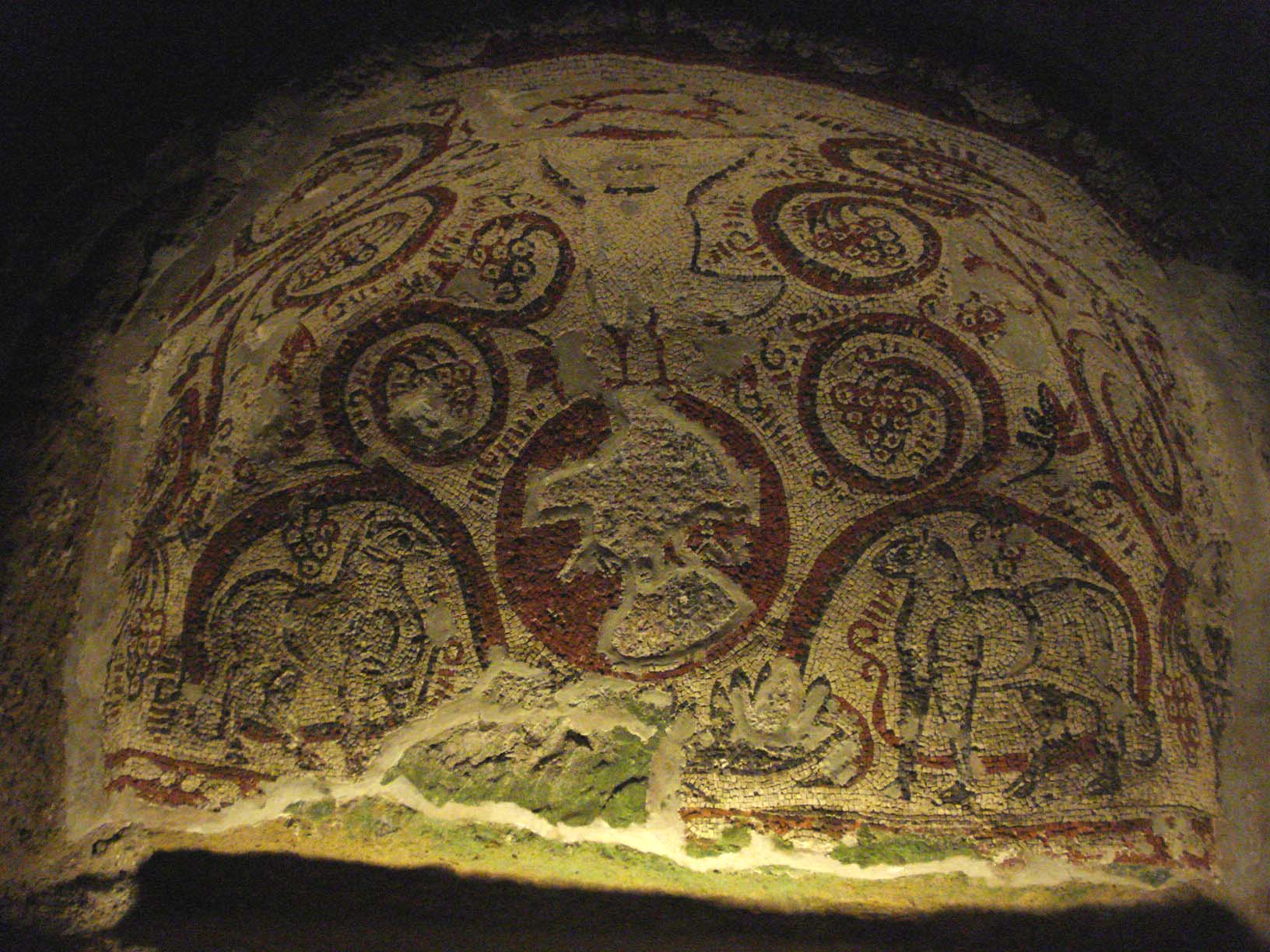
Frühchristliches Mosaik
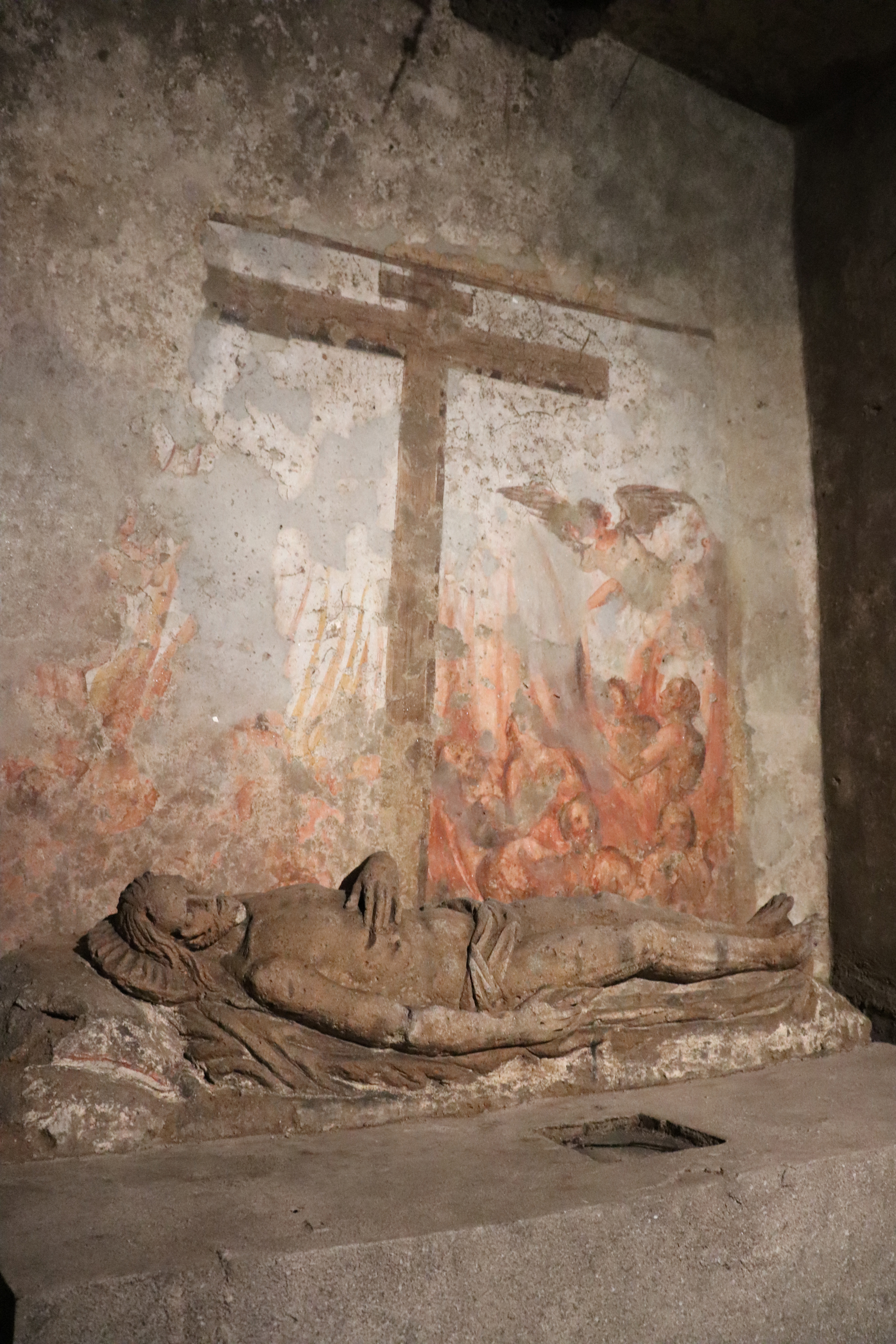
Grab mit Fresko des 17. Jh.
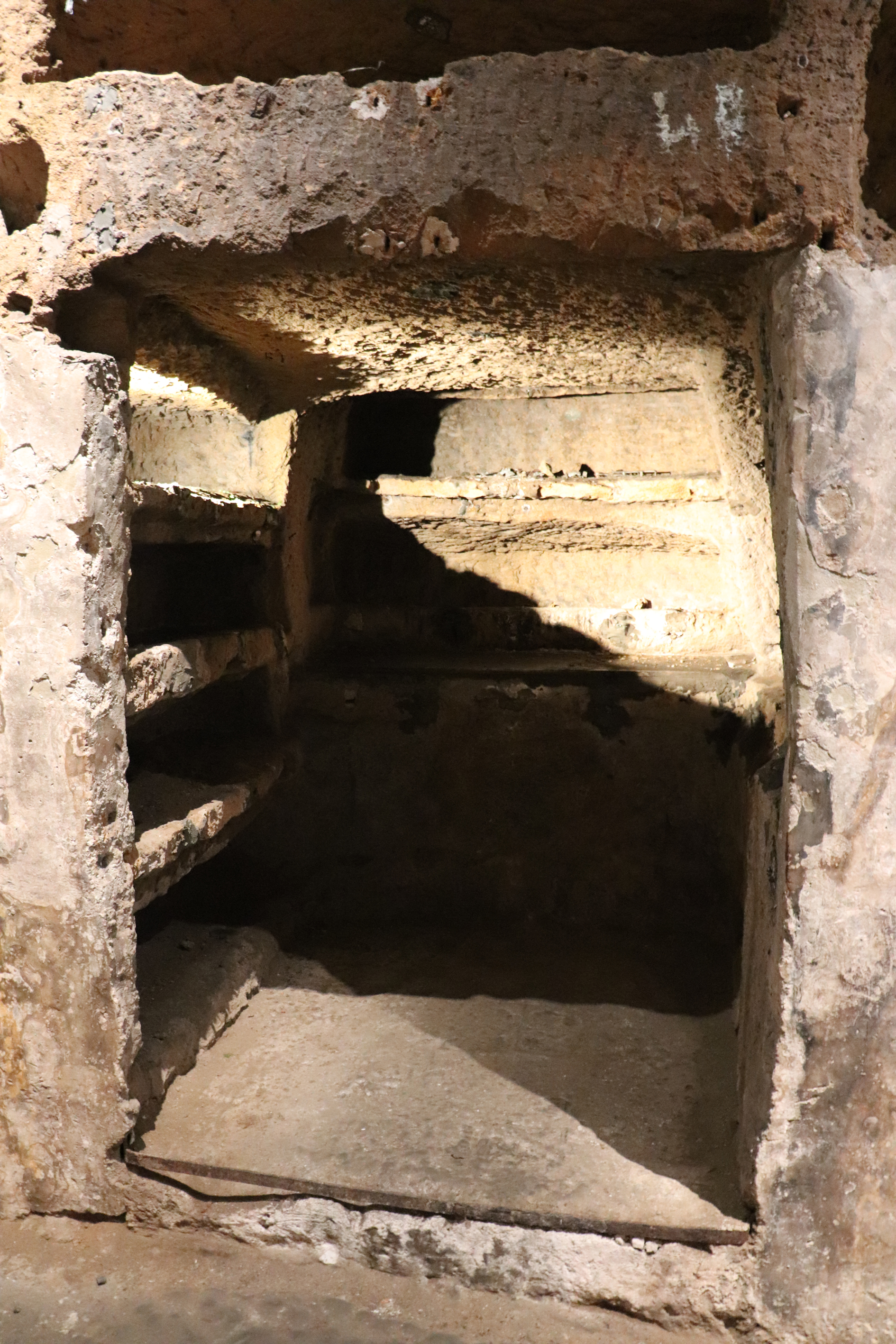